# 大山ミュージックリゾート
大山ミュージックリゾート（だいせんミュージックリゾート、DMR等）は、米子市や大山山麓リゾート・観光推進協議会（現・大山王国）の「大山ミュージックリゾート構想」の一環として、2000年から始まった、大山を中心にした音楽イベントである。
2007年に中小企業庁の補助を受けた鳥取県大山町商工会が「大山ミュージシャンリゾート構想」を（今までより規模を大きくした形で）展開しているが、これが、大山ミュージックリゾートに当たるとされる場合がある。（但し、大山ミュージックリゾート構想外であっても、その一環として捉えることが可能なコンサートやイベント、フェスティバルがある為、把握は多少難しい。本項では、大山ミュージックリゾート構想外であっても、一環として捉えられる物は、挙げる事とする。）
この構想の中心となったイベントは、大山王国夏至祭である。当初は、リゾートウェディングに音楽を付け足したような、音楽イベントとは明らかに程遠い企画もあったが、近年では田舎の自然と音楽の調和という形が主流である。一方で旧伯耆国の西区域に該当する地域のひとつ、日野郡（日南町・日野町・江府町）が参加していない。また、大山に接する岡山県側などの参加に期待する声も存在する。
尚、イベント名に大山ミュージックリゾートの冠が形式上付かない場合もある。野外イベントなどの場合、荒天などによる中止のケースもある。

## 1990年

### いのちのまつり
（注：大山ミュージックリゾートよりも前の大規模な音楽イベントであるが、重要なイベントであると思われる為、記載する。）
夏。2晩3日間。大山の麓。
出演者
地元のアマチュア・ミュージシャン、他。
詳細
ヒッピー達のお祭りだったというデータが残っているが、（実際に1990年にヒッピーがいたのかどうかを含め、）真実については、謎である

## 1996年

### ガッツな息子がキラリ☆
（注：大山ミュージックリゾートよりも前の大規模な音楽イベントであるが、重要なイベントであると思われる為、記載する。）
7月27日。鳥取県境港市特設会場（1996年7月27日の段階では、境港市ゆめみなと博会場予定地）。
出演者
ウルフルズ、奥田民生、スピッツ、他。（ゲスト：トリピー）
（五十音順）
詳細
総観客数、4万5千人。このロックフェスティバルの大成功を機会に、鳥取県でも音楽の大型野外フェス開催が可能ではないのかという希望が出てきた。

## 2000年

### 第1回大山王国夏至祭
出演者
奥野純子、メンフィス。
（五十音順）

## 2001年

### 第2回大山王国夏至祭
出演者
奥野純子、白石由美子、中村絵里子、保垣友子、ミュージックファクトリー。
（五十音順）

## 2002年

### 第3回大山王国夏至祭
出演者
李政美、ウエールム、小室等、八木のぶお（五十音順）。

## 2003年

### 第4回大山王国夏至祭
出演者
えま＆慧奏、風我、La Birds（ラ・バーズ）（五十音順）。

## 2004年

### 夏川りみ CONCERT2004～un　RIMI　ted～
8月8日開催。とっとり花回廊。
出演者
夏川りみ、

### 第5回大山王国夏至祭
出演者
宇田川妙、うりずん、スマイリングスルー（五十音順）。

### 大山ミュージックリゾート2004花回廊フォークジャンボリー
9月11日開催。13時開場15時開演。とっとり花回廊芝生の広場特設ステージ。伊勢正三プロデュースの音楽フェス。
出演者
伊勢正三、大江千里、尾崎亜美、小原礼、杉田二郎、高橋研、中村あゆみ、林龍之介、ビリケン。

## 2005年

### 第6回大山王国夏至祭
出演者
岩田英憲、ウエールム、島根ホルンクラブ（五十音順）。

## 2006年

### 大山ミュージックリゾート2006大山王国夏至祭
出演者
小原礼、小室等、

## 2007年

### 大山癒しの森フェスティバル
出演者
木村弓、

### 第1回大山ミュージックフェスティバル
9月1日開催。大山町夕陽の丘神田野外ステージ。オールナイト。
出演者
アマチュアミュージシャン。

### 大山ミュージックリゾートin花回廊
9月23日13時開場14時開催。とっとり花回廊芝生の広場特設ステージ。伊勢正三プロデュースの音楽フェス。
出演者
伊勢正三、太田裕美、大野真澄、尾崎亜美、小原礼、佐藤準、春名正治、細井豊、ムッシュかまやつ、山本潤子（五十音順）。
主催
とっとり花回廊、BSS山陰放送（以下、順不同）
特別協力
NPO大山王国（NPO法人大山中海観光推進機構）
企画・製作
ハル・パブリッシング、夢番地
後援
鳥取県、米子市、大山町、江府町、南部町、伯耆町、新日本海新聞社、山陰中央新報社、朝日新聞鳥取総局、毎日新聞鳥取支社（順不同、ここまで。）
詳細
出演者が特にフォーク～ニューミュージック系（アルファレコード等も参照の事。）で知られているアーティストで占められているイベント。
かつて鳥取県の米子市には、広島フォーク村や沖縄フォーク村などと同時期に、米子フォーク村が存在していた。当時の米子フォーク村は、主要メンバーが京都府へと移住するなどして、自然消滅している。尚、山陰には民放のAM放送が山陰放送しかなく、その中で、元ディレクターの池田明弘などやアナウンサーなどが1970年前後のフォークブームからフォークに重点を置いた放送をしており、また、すやまとしおの地元での活躍もあり、山陰ではフォークの土壌が根付いている。